# Дрента
Дрента е планинско село в Северна България. То се намира в община Елена, област Велико Търново.

## География
Село Дрента се намира на 21 километра югозападно от град Елена, на северния склон на Средна Стара планина, по протежението на долината на река Веселина между връх Главите на север и Буторски чукар на юг, връх Божура на запад и долината на река Липовница и връх Копнец на изток. Надморската височина варира от 517 до 755 м.н.в. Климатът е умерено-континентален в ниските части и планински във високите. Селото е дълго почти 10 км и обединява в себе си Централна част и Горни край, около които са разположени множество махали. Около централната част са разположени махалите Косевци, Добревци, Липов рът, Доброславовото (Харизани), Караиванци, Разпада, Божечка, Ливадките, Брежници, Баждари, Лъката, Неновци. В състава на Горни край влизат: Дъневци, Цоновци, Корията, Широката, Зидьовци, Ганевци, Станевци, Бялковата, Вълчата, Ливадата и Чифлика.

## История
В селото има останки още от римско време. Антична крепост „Калето“ се намира на 1,54 km югозападно по права линия от центъра на село Дрента. Крепостта е служила за охрана на античния път, минаващ южно от нея. Издигната е на едноименния връх. В днешно време от нея няма почти никакви останки. Без проучване не може да се установи размера ѝ. Надморската ѝ височина е 716 m.
Теориите за възникването на селото са различни. Като най-стара може да се посочи махала Добревци, основана от болярина Добри, чиито потомци впоследствие се преселват към Липов рът и Разпада. Според друга хипотеза, след края на Търновското въстание през 1186 г., двама души се установили в местността Юртишки кладенец (северно от Лъката). Там е имало дрянова горичка на която кръстили бъдещото село, след което построили своите колиби. Има доказателства за генетични съвпадения на дренчани с хора от Западна България, което говори за крупно заселване на бежанци оттам (района на село Дрен – Радомирско, гр. Чипровци и др.), особено през периодите, когато там е имало въстания срещу османската власт. Това особено важи за Горни край, който е заселен от билните части към долината на р. Веселина. Село Дрента (района около Бутора) е било лагер и спирка за четите на Филип Тотю (има родствена връзка в селото), Панайот Хитов, Хаджи Димитър, на които дренчани са помагали с неща от първа необходимост. В района преминава Конарската пътека, която е един от безопасните начини за преминаване през Балкана. Преселници в Дрента има и от селата Горна и Долна Липница, където има местности със същото название – Горно и Долно Дрента, също така от село Киселчово (днешно Плаково) при кържалийските нашествия. След Освобождението започва обратен процес и много дренчани се изселват към равнинните села в Северна България. Много дренчани например са се заселили в село Горски Горен Тръмбеш, Ново Градище, Стрелец и др.

## Население
Преброяване на населението през 2011 г.
Численост и дял на етническите групи според преброяването на населението през 2011 г.:
|                     | Численост | Дял (в %) |
| Общо                | 59        | 100,00    |
| Българи             | 52        | 88,13     |
| Турци               | 0         | 0,00      |
| Цигани              | 3         | 5,08      |
| Други               | 0         | 0,00      |
| Не се самоопределят | 0         | 0,00      |
| Неотговорили        | 3         | 5,08      |

## Религия

### Църква
След 1840 г. жителите на Дрента решават да направят нова църква. Дотогава тази функция още от преди 1800 г. е изпълнявала Попската къща. Със събирането на средствата за новата църква се заема Никола Първанов от махала Ямите впоследствие наречен Просека. По време на обиколката на тогавашния султан Абдул Междит в района на село Дебелец лично Андрей попДойнов Робовски подава жалба срещу Търноският митрополит фанариот Неофит Византийски. Султанът удовлетворява исканията на многото недоволни от него и временно го отстранява от длъжност като назначава на негово място Атанасий – също грък. Султанът изрично забранява на валиите и чиновниците да тормозят раите християни по време на техните обреди. След тези събития представители на селото се явяват при новия митрополит Атанасий и му връчват прошение (молба) за издаване на султански ферман. Владиката се отнася доброжелателно и от името на митрополията прави прошение до Вселенския патриарх. Снабдилите се с всички документи представители на село Дрента заминават за Цариград, където юли 1848 г. се сдобиват със Султански ферман. Като се връщат в Дрента през август същата година заварват новата църква наполовина построена. Изпратено било заптие, което много съвестно съдействало за строежа. Есента на 1848 църквата е покрита. През 1849 в Дрента идват зографи от Тревненската иконописна школа и изографисват част от църквата. Тяхното дело продължава Захарий Зограф от Трявна, който изографисва образите на Исус Христос, Бог Отец и Св. Троица. На северната стена са изписани св. Георги Победоносец, Св. св. Кирил и Методий, а Св Мина на южната стена. Иконостаса на дрентската църква пресъздава Сътворението на света и човека. Окачени са иконите на Архангел Михаил, Св. Богородица и храмовата икона Въведение на пресвета Богородица. Дренската черква Св. Богородица се освети на 20 ти юли – четвъртък (Илинден) от Търновския Митрополит Иларион по времето на Търновския Архиепископ Неофит, който се завръща след отстраняване през 1849 г. Като първи свещеник в новата църква можем да посочим Никола Гунев Пъцев от гр. Елена. На пети май 1854 г. за редовен свещеник се ръкополага Радню Станев (1810(20)-1892) от село Дрента, който приема името Рафаил. Той остава на тази длъжност цели 31 години до пети август 1885 г. Следващият свещеник на селото е неговият син Стефан попРафаилов (-1938). По неговото време се прави камбанарията на църквата. През 1898 г. Първенците на селото правият висока кукла – камбанария. Поп Стефан служи цели 41 години до 1929 г. Четвъртият свещеник на църквата е Протоерей Иван Петров Катранджиев (р. 1903 г.) от Козарево. Ръкоположен е на трети октомври 1929 г. от Митрополит Филип Търновски. По негово време през 1932 г. Започва строежа на Паметника на падналите герои-войници в Балканската и Първата Световна Война. С тази задача се заемат Куцар Симеонов Тодоров от Игнатовци (бирник) и кмета Никола Йорданов Брашнянов, както и поп Иван Катранджиев. Изработен е от майсторите каменари Георги и Христо Христови от село Добри дял, които изписват 39 имена и снимки. Осветен е на Костадиновден през 1936 г. През 1933 г. Поп Иван Катранджиев предлага от Пловдив да се закупи голяма камбана–звънец. През 1964 Иван Катранджиев е пенсиониран. След него има още четири свещеника: Михаил Костадинов Леков. Протоерей Ангел Стоянов Стойков, Лазар стефанов Лазаров и Филип Атанасов Рачовски.

## Образование

### Училища
Училище
През 1863 г. със съдействието на училищното настоятелство в лицето на Рафаил Станев, Костадин Кръстев и Никола Просека в двора на новопостроената църква за училищни цели се построява самостоятелна двуетажна сграда. Дотогава училището се е помещавало в църквата. В новото училище преподават Недю Николов (1860 – 1864), Христо Йорданов (1964 – 1965), Стефан Попрафаилов (1876 – 1880). Поради увеличаващото се население, след войните възниква необходимост от построяването на нова, по-голяма училищна сграда в местността Грамадата. През 1939 г. всичко е готово, но избухва Втората световна война и строежът се отлага. През 1940 г. на 3 юни е отслужена панихида за освещаване. Същата година се покрива сградата. Първоначално е предвидено да се учи до четвърто отделение, но през учебната 1941 – 1942 г. е открит и прогимназиален курс.
Училище в махала Добревци
Поради отдалечеността на махала Добревци от центъра на село Дрента, там възниква необходимостта от самостоятелно училище. То е открито през учебната 1921 – 1922 г., първоначално в самостоятелна стая в къщата на Никола Добрев Стойков. Първа учителка там е Елена Цончева. През 1933 г. започва строеж на нова училищна сграда върху закупен парцел, която е открита на 1 ноември същата година. Училището съществува до учебната 1961 – 1962 г.
Училище в махала Липов рът
Махала Липов рът остава непокътната чак до 50 те години на 20 век, когато там се прекарва черен път за камиони. Това довежда и до нужда от малко училище със слети паралелки. То е открито през учебната 1953 – 1954 г. в къщата на Станю Маринов Енев. Пръв учител там е Цанка Лазарова. Училището съществува кратко до учебната 1959 -1960 г.

### Читалище „Просвета 1927“
Ремонтирано по проект „Красива България“ през 2002 г. Поддържа собствена библиотека.

## Редовни събития
Традиционният събор се провежда през месец юни, на празника на Св. св. Константин и Елена по стар стил. За удобство се измества през първата събота на месец юни.

## Личности
От Дрента води началото родословието на известната в гр. Елена, Робовска фамилия. Дойно Станюв Робовски, (внук на Стоян Робчето от Дрента, кръстен на Дойновкия род от който е баба му), известен като Дойно Граматик, е преписвач на Паисиевата „История славянобългарска“ (1784 г.), учител, свещеник, книжовник. Синът му поп Андрей Робовски (Даскал Дечо) също е възрожденски учител, свещеник и борец за църковно–национална независимост. Негови ученици са Никола Михайловски, Никола Златарски, Иларион Макариополски, Драган Цанков. Делото им продължава до Освобождението. Потомък на изселени в Горски Горен Тръмбеш дренчани е известният борец и приятел на Дан Колов – Хараламби Стефанов Стоев (р. 1898 г.).
- Центъра на Дрента с църквата и паметника
- Дрента – кметството
- Връх Чумерна от Дрента
- Дрента – Изглед към Горни край
- Дрента – центъра от високо
- Дрента – махала Божечка